# П'ятикутна призма

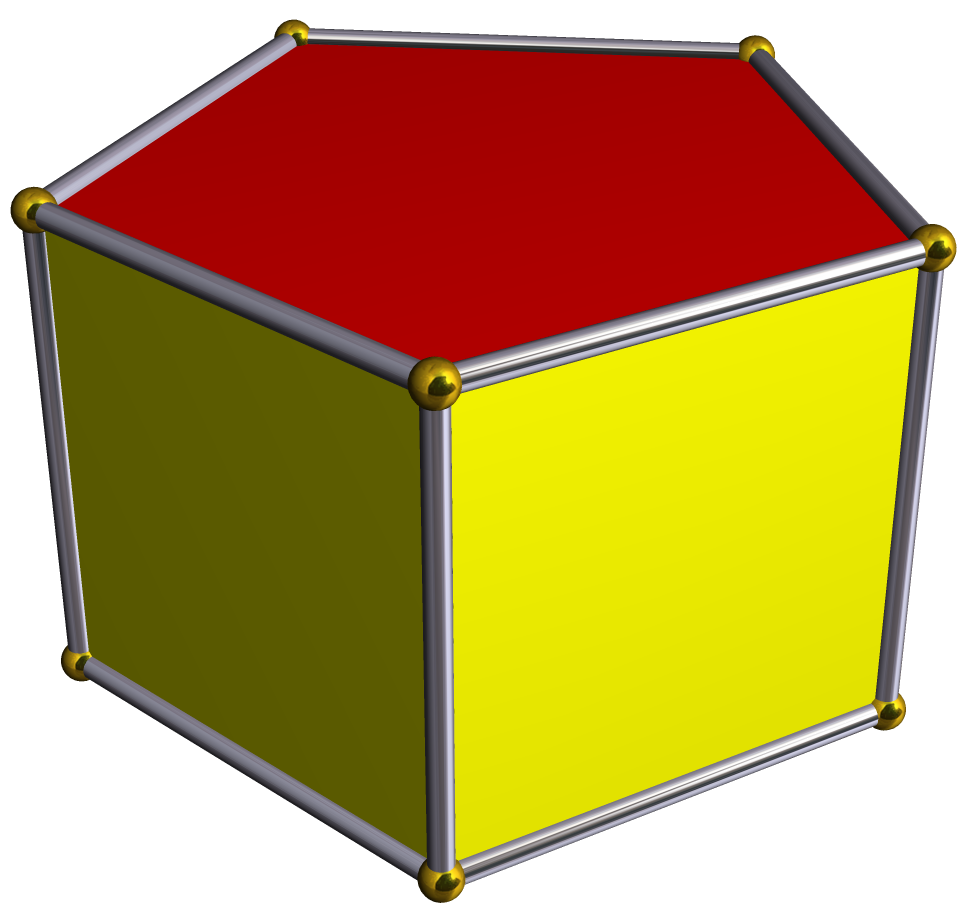
Однорідна п'ятикутна призма

П'ятикутна призма — це призма з п'ятикутною основою. Це вид семигранника з 7 гранями, 15 ребрами і 10 вершинами .

## Як напівправильний багатогранник
Якщо всі грані правильні, п'ятикутна призма стає напівправильним багатогранником. Більш загально, призма є однорідним багатогранником, третім у нескінченному списку призм, утворених квадратними бічними гранями і двома правильними багатокутниками — основами призми. П'ятикутну призму можна розглядати як зрізаний п'ятикутний осоедр, представлений символом Шлефлі t{2,5}. Альтернативно, цю призму можна розглядати як декартів добуток правильного п'ятикутника і відрізка, що задається як {5}x{}. Двоїстий багатогранник п'ятикутної призми — п'ятикутна біпіраміда.
Група симетрії прямої п'ятикутної призми — D5h порядку 20. Група обертань — D5 порядку 10.

## Об'єм
Обсяг, як і для всіх призм, дорівнює добутку площі п'ятикутної основи на висоту (або довжину ребра, перпендикулярного до основи). Для однорідної п'ятикутної призми з ребрами довжиною h формула об'єму
{\displaystyle {\frac {h^{3}}{4}}{\sqrt {5(5+2{\sqrt {5}})}}}

## Використання
Неоднорідні п'ятикутні призми називаються пентапризмами і використовуються в оптиці для обертання зображення на прямий кут без зміни хіральності.

### В 4-вимірних багатогранниках
П'ятикутна призма зустрічається як комірка чотирьох непризматичних однорідних 4-політопів у чотиривимірному просторі:
| Скошений 600-комірник · | Скошено-зрізаний 600-комірник · | Обструганий 600-комірник · | Струг-зрізаний 600-комірник · |
|                         |                                 |                            |                               |

## Пов'язані багатогранники

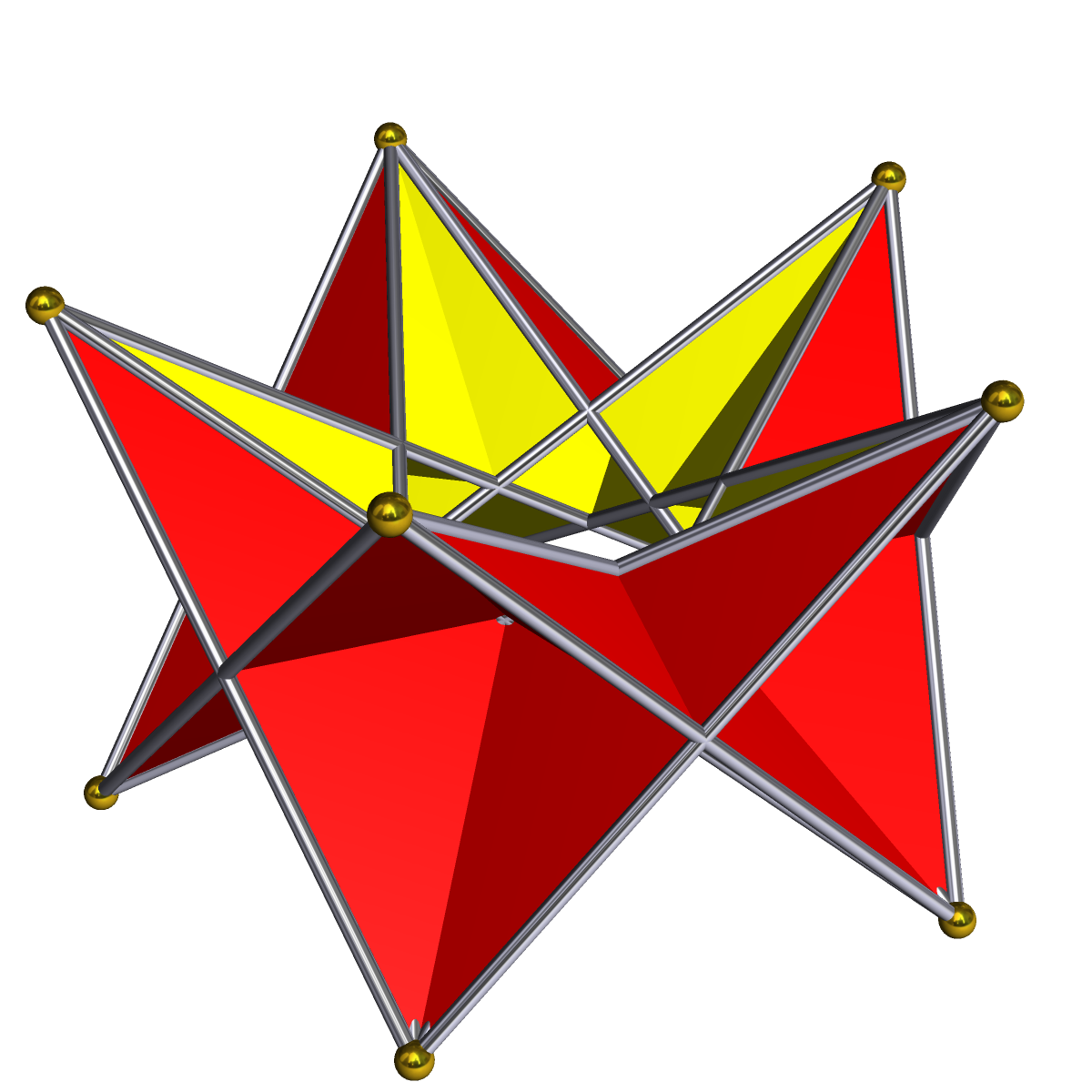
Тороїдальний багатогранник має п'ятикутну діедричну симетрію і ті самі вершини, що й однорідна п'ятикутна призма.

| Багатокутник |       |       |       |       |       |       |       |        |        |        |        |       |
| Мозаїка      |       |       |       |       |       |       |       |        |        |        |        |       |
| Конфігурація | 3.4.4 | 4.4.4 | 5.4.4 | 6.4.4 | 7.4.4 | 8.4.4 | 9.4.4 | 10.4.4 | 11.4.4 | 12.4.4 | 17.4.4 | ∞.4.4 |